# Rowley, Iowa
Rowley là một thành phố thuộc quận Buchanan, tiểu bang Iowa, Hoa Kỳ. Năm 2010, dân số của thành phố này là 264 người.

## Dân số
Dân số qua các năm:
- Năm 2000: 290 người.
- Năm 2010: 264 người.